# Доживотна родбина
Доживотна родбина (енгл. Cousins for Life) америчка је играна ТВ комедијска серија, снимљена у продукцији Кевин и Хит и Никелодион продакшнса. Серија је премијерно емитована 24. новембра 2018. године на Никелодиону, иако је званична премијера била 5. јануара 2019. године на истом каналу. Гледаност је процењена на 0,71 милион гледаоца. Главне улоге су тумачили Скарлет Спенсер, Далас Дапри Јанг, Мајка Аби, Рон Џи и Ишмел Сахид.
Када је његова супруга ангажована за поморску мисију, Кларк одводи свог сина Стјуарта у Портланд, како би живели са Кларковим братом Луисом и његовом децом, Ајви и Лифом. Откако су се уселили, Стјуарт и Ајви заједно учествују у различитим активностима, уз многе непогодне ситуације, које углавном изазива Стјуартова немарност. За то време, Лиф проводи време са својим љубимцем прасетом — Артуром, који је изузетно интелигентан за своју врсту. У међувремену, Кларк и Стјуарт се често свађају, што такође изазива проблеме њиховој породици.
У Србији, Црној Гори, Републици Српској и Северној Македонији серија је премијерно приказана 2019. године на каналу Никелодион, синхронизована на српски језик. Синхронизацију је радио студио Голд диги нет. Српска синхронизација нема ДВД издања.

## Епизоде
| Сезона | Сезона | Епизоде | Епизоде | Оригинално емитовање | Оригинално емитовање |
| Сезона | Сезона | Епизоде | Епизоде | Премијера            | Финале               |
| ------ | ------ | ------- | ------- | -------------------- | -------------------- |
|        | 1.     | 20      | 20      | 24. новембар 2018..  | 8. јун 2018..        |

## Улоге
| Лик            | Глумац/ица          | Српски глас         |
| -------------- | ------------------- | ------------------- |
| Ајви           | Скарлет Спенсер     | Тиња Дамњановић     |
| Стјуарт        | Далас Дапри Јанг    | Данко Ђорђевић      |
| Лиф            | Мајка Аби           | Виктор Мајер        |
| Луис           | Рон Џи              | Предраг Дамњановић  |
| Кларк          | Ишмел Сахид         | Павле Јеринић       |
| Џема           | Жоли Хоанг-Рапапорт | Анђела Џаферовић    |
| Џексон         | Тејт Блум           | Марко Ћурчић        |
| Мили           | Ема Шенон           | Ивона Рамбосек      |
| Шарлот         | Стефани Лемелин     | Михаела Стаменковић |
| Дениз          | Данијела Моне       | Снежана Нешковић    |
| Марлоу         | Јоахим Пауел        | Томислав Божовић    |
| Лиз            | Џасмин Гејтвуд      | Ана Мандић          |
| Бет            | Кејт Скот Кемпбел   | Михаела Стаменковић |
| Натали         | Лизи Грин           | Марина Кауцки       |
| Судија Винсент | Џуди Кејн           | Јелена Поповић      |
| Џулс Лебланк   | Џулс Лебланк        | Јована Чуровић      |
| Лејди Ел       | Виолет Лакс         | Марина Кауцки       |
| Бени           | О’Нил Монахан       | Марко Чапљић        |
| Пенелопи       | Кендал Реј          | Сања Поповић        |

## Рејтинзи
| Сезона | Епизоде | Прва епизода        | Прва епизода       | Последња епизода | Последња епизода   | Прос. гледаоца (милиони) |
| Сезона | Епизоде | Датум               | Гледаоци (милиони) | Датум            | Гледаоци (милиони) | Прос. гледаоца (милиони) |
| ------ | ------- | ------------------- | ------------------ | ---------------- | ------------------ | ------------------------ |
| 1      | 20      | 24. новембар 2018.. | 0,62               | 8. јун 2019..    | 0,47               | 0.71                     |